# ロベルト・モウソ
ロベルト・モウソ（Roberto Mouzo, 1953年1月8日 - ）は、アルゼンチン・ブエノスアイレス州アベジャネーダ出身の元サッカー選手。アルゼンチン代表である。ポジションはディフェンダー（センターバック）。

## 経歴
1971年CDゴドイ・クルス戦でボカ・ジュニアーズからデビューした。この頃は選手がストライキを起こしており、レギュラークラスの選手が数人いなかったようである。ストライキ期間外のデビュー戦は1972年のCAベレス・サルスフィエルド戦だった。相手チームには4歳年上のカルロス・ビアンチがおり、モウソがマークに付いたがビアンチに1点を献上した。ボカではリーグ戦396試合、通算426試合に出場した。コパ・リベルタドーレスの2度の優勝を含む、6つのタイトルを獲得した。スーペルクラシコには35試合に出場しており、これは歴代5位の記録である。ボカの選手としては最多である。
1996年にボカ・ジュニアーズに復帰し、下部カテゴリーの指導者としてカルロス・テベス、フェルナンド・ガゴ、ネリ・カルドソ、ルーカス・ビアトリなどを指導した。

## タイトル
ボカ・ジュニアーズ
- プリメーラ・ディビシオン : 1976M, 1976N, 1981M
- コパ・リベルタドーレス : 1977, 1978
- インターコンチネンタルカップ : 1977